# Imerys (Class40)
Pour les articles homonymes, voir Imerys (homonymie).
ACI depuis 2022
Imerys est un voilier monocoque de 40 pieds lancé en 2013 conçu pour la course au large, il fait partie de la classe Class40 et porte le numéro 130.
Le monocoque a participé à de nombreuses courses au larges telles que la Route du Rhum et la Transat Jacques-Vabre.
Il porte les couleurs de GDF Suez de 2013 à 2014, de Zetra en 2015, d'Imerys de 2016 à 2019, de Project Insomnia, d'Optimus Prime et de Croatia Full of Life en 2021, de Croatia en 2022 et d'ACI depuis 2022.

## Historique

### GDF Suez
Mis à l'eau en mars 2013, le voilier porte les couleurs de l'entreprise GDF Suez pour le navigateur Sébastien Rogues.
L'année de sa mise à l'eau, après un premier abandon sur la Normandy Channel Race, le monocoque remporte le Grand Prix Guyader, l'Armen Race, le Record SNSM, Les Sables-Horta-Les Sables et la Rolex Fastnet Race.
Le 2 novembre 2013 au Havre, le voilier est baptisé par sa marraine, la joueuse de tennis Amélie Mauresmo.
Pour sa première transatlantique, le monocoque prend le départ de la Transat Jacques Vabre entre les mains de Sébastien Rogues et de Fabien Delahaye. Le voilier remporte la course le 29 novembre 2013 à Itajaí,.
Début 2014, le Class40 subit un chantier de 6 semaines pour lui apporter les améliorations afin de faciliter la navigation en solitaire dans l'optique de la Route du Rhum. Après sa remise à l'eau, il s'impose lors du Grand Prix Guyader, du Tour de Belle-Île, de la Normandy Channel Race et de la Qualif'.
Le 5 novembre 2014, alors qu'il participe à la Route du Rhum, Sébastien Rogues est contraint à l'abandon à la suite de nombreux incidents techniques dont sa grand voile déchirée.

### Zetra
En 2015, le monocoque skippé par Eduardo Penido et Renato Araujo prend le départ de la Transat Jacques Vabre sous les couleurs de Zetra. Le voilier arrive à la sixième place à Itajaí après un peu plus de 28 jours de course.

### Imerys

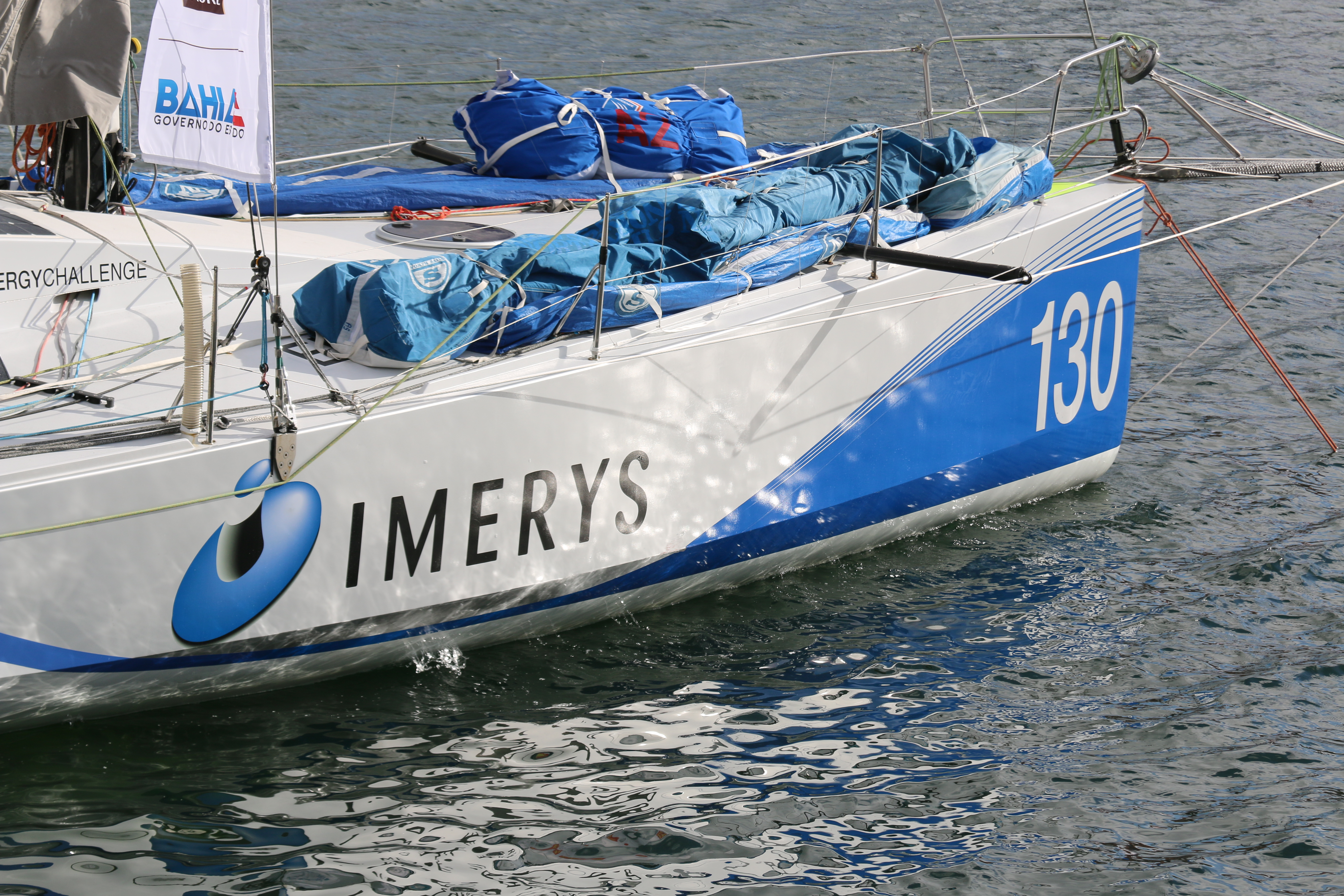
Imerys amarré au bassin Paul Vatine (Le Havre) avant de prendre le départ de la Transat Jacques-Vabre 2017.

En 2016, le voilier est barré par Phil Sharp et prend les couleurs de la société Imerys.
Pour sa première course et transatlantique avec le monocoque, le skipper britannique prend le départ de la Transat anglaise. Le Class40 arrive à New York en troisième position.
En fin d'année, Imerys bat le record de la traversé de la Manche entre Cowes et Dinard.
En 2017, le monocoque remporte le Grand Prix Guyader, la Normandy Channel Race, et le championnat Class40.
Imerys prend le départ le 5 novembre 2017 de la Transat Jacques Vabre entre les mains de Phil Sharp et de Pablo Santurde. Le voilier décroche la troisième place à Salvador de Bahia.
En 2018, le Class 40 s'impose sur la Normandy Channel Race, la Seventar Round Britain & Ireland Race, le Trophée Européen et le championnat Class40.
Pour clore une saison remplie de podium, le monocoque décroche la troisième place de la Route du Rhum à Pointe-à-Pitre.

### ACI
En 2021, le voilier est racheté par l'ancien skieur alpin croate Ivica Kostelic avec pour objectif la Route du Rhum.
Il porte successivement les noms de Project Insomnia, d'Optimus Prime (son nom de baptême), de Croatia Full of Life, de Croatia et d'ACI.
Pour sa première traversée de l'Atlantique avec le monocoque, le skipper croate prend le départ de la Transat Jacques Vabre aux côtés de Calliste Antoine. Le duo arrive à la dix-septième place à Fort-de-France.

## Palmarès

### 2013 - 2014:GDF Suez- Sébastien Rogues
- 2013 :
  - 1er du Grand Prix Guyader
  - 1er de l'Armen Race[4]
  - 1er du Record SNSM

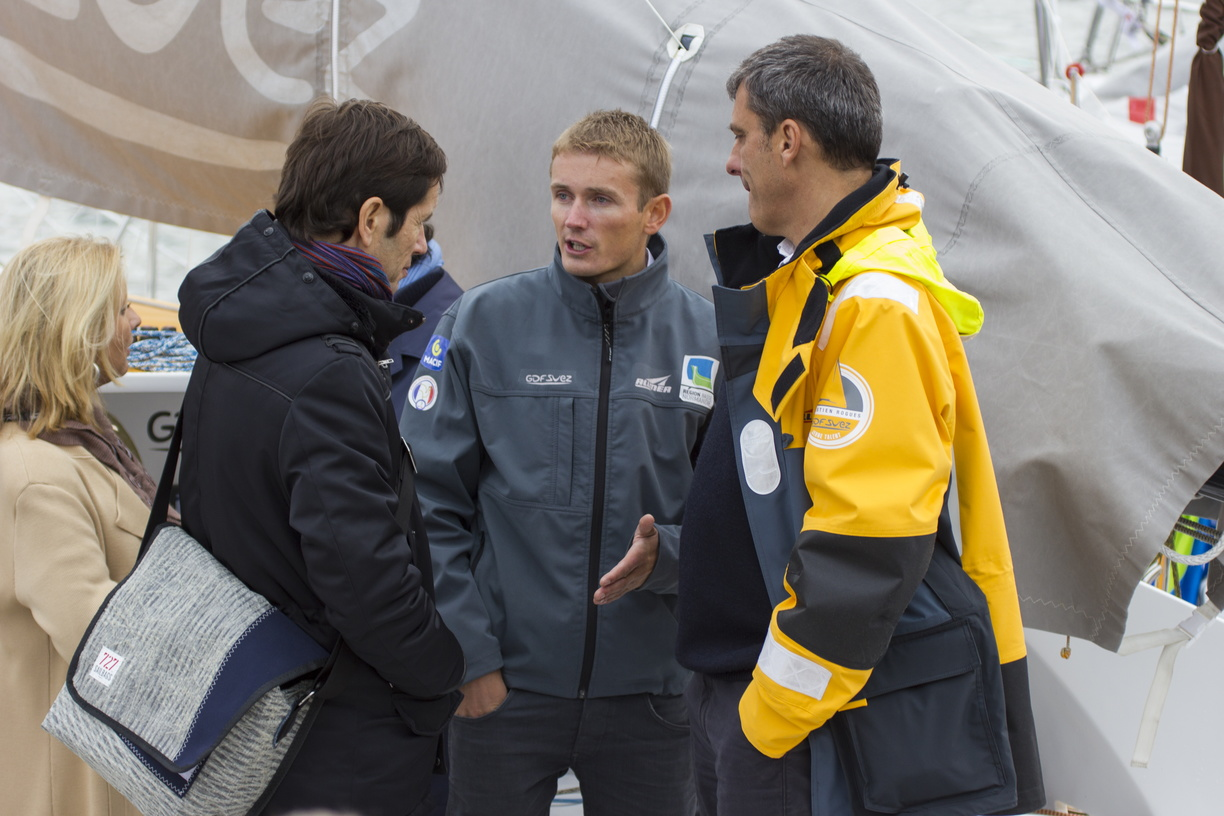
Fabien Delahaye en pleine discussion lors de la Transat Jacques Vabre 2013.

  - 1er de Les Sables-Horta-Les Sables
  - 1er de la Rolex Fastnet Race
  - 1er de la Transat Jacques Vabre
- 2014 :
  - 1er du Grand Prix Guyader
  - 1er du Tour de Belle-Île
  - 1er de la Normandy Channel Race
  - 1er de la Qualif'

### 2015:Zetra- Eduardo Penido
- 5e du Grand Prix Guyader[3]

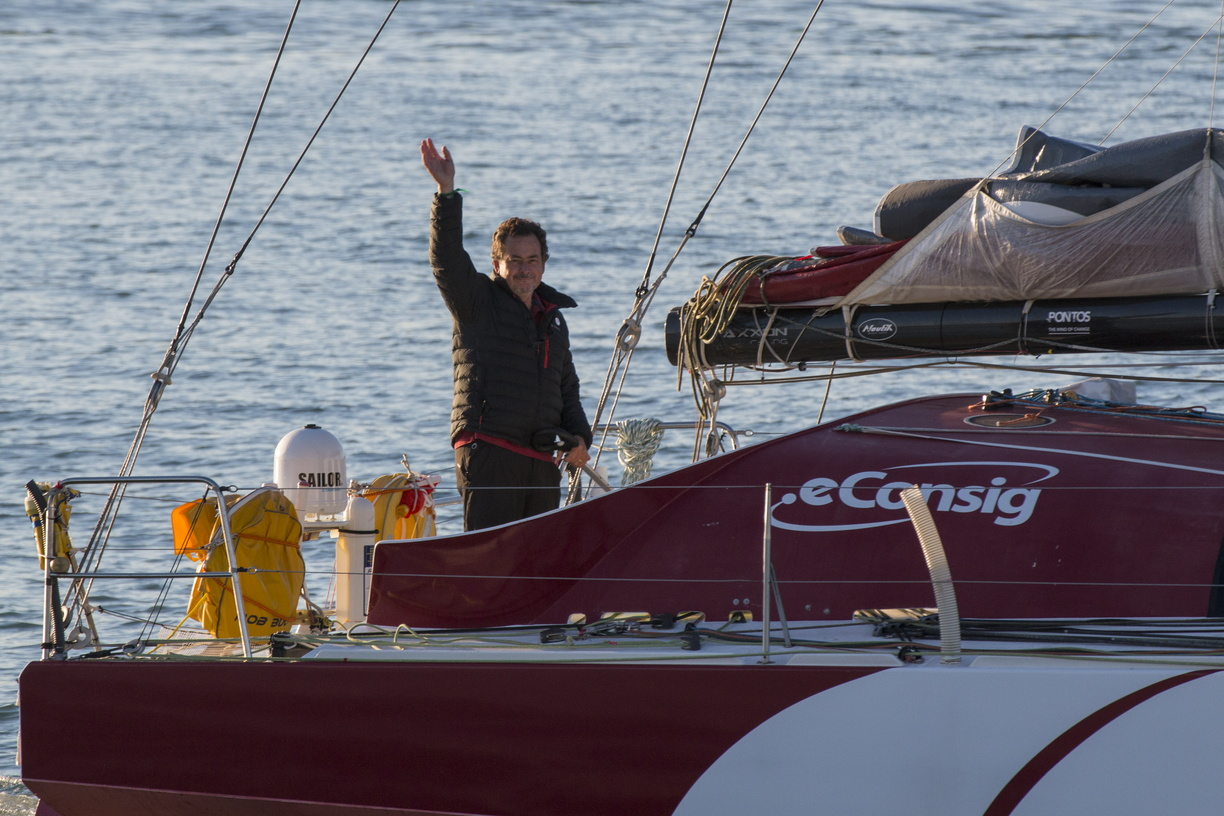
Eduardo Penido à bord de Zetra quitte le port du Havre pour prendre le départ de la Transat Jacques Vabre 2015.

- 11e de la Normandy Channel Race[3]
- 6e de la Transat Jacques Vabre

### 2016-2019:Imerys- Phil Sharp
- 2016 :
  - 3e de la Transat anglaise
  - 7e de la Transat Québec-Saint-Malo[3]
  - 2e de la Normandy Channel Race[31]
  - 3e du Championnat Class40[17]
  - Record de la traversé Cowes-Dinard
- 2017 :
  - 1er du Grand Prix Guyader
  - 1er de la Normandy Channel Race
  - 2e de Les Sables-Horta[3]
  - 2e de la Rolex Fastnet Race[3]
  - 3e de la Transat Jacques Vabre
  - 1er du Championnat Class40
- 2018 :
  - 3e des 1000 Milles des Sables[32]
  - 1er de la Normandy Channel Race
  - 2e de la Drheam Cup Destination Cotentin[3]
  - 1er de la Seventar Round Britain & Ireland Race
  - 1er du Trophée Européen
  - 3e de la Route du Rhum

### 2021:Project Insomnia,Optimus PrimeetCroatia full of life- Ivica Kostelić
- 2021 :
  - 10e de la Normandy Channel Race sous le nom de Project Insomnia[3]
  - 17e de Les Sables - Horta sous le nom de Optimus Prime[3]
  - 17e de la Transat Jacques Vabre sous le nom de Croatia full of life

### Depuis 2022:ACI- Ivica Kostelić
- 2022 :
  - 7e de la RORC Caribbean 600[3]
  - 27e de la Drheam Cup[3]
  - 26e de la 40 Malouine Lamotte[3]